# Morgan Spurlock

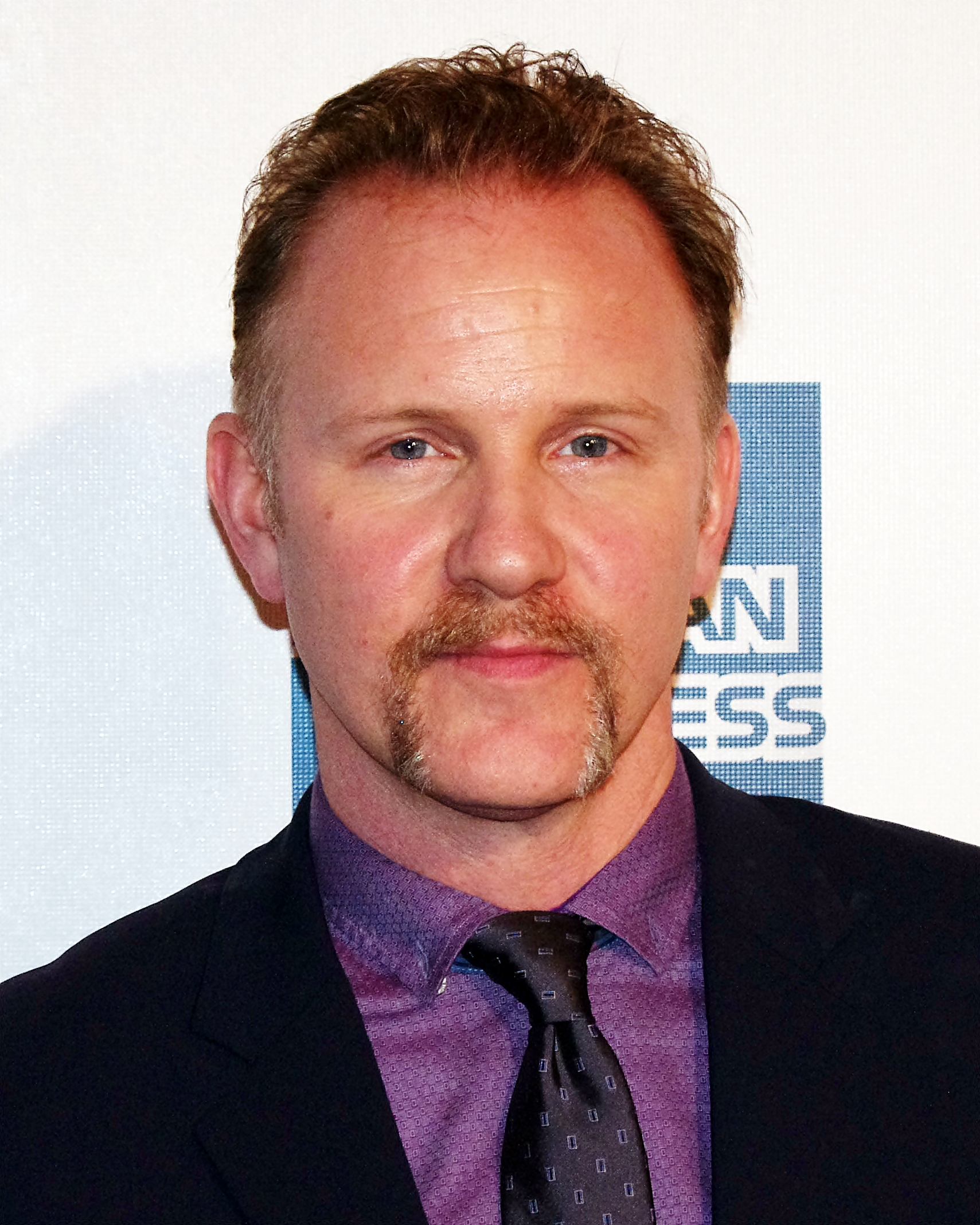
Morgan Spurlock (2012)

Morgan Spurlock (* 7. November 1970 in Parkersburg, West Virginia; † 23. Mai 2024 in New York City, New York) war ein US-amerikanischer Regisseur, Dokumentarfilmer und Drehbuchautor. International bekannt wurde Spurlock durch seinen Dokumentarfilm Super Size Me aus dem Jahr 2004.

## Privatleben
Spurlock wurde in Parkersburg, West Virginia, geboren, wuchs aber in Beckley, West Virginia, auf. Er lebte zuletzt in Manhattan, New York. Spurlock heiratete seine langjährige Freundin Alexandra Jamieson am 3. Mai 2006. Die Ehe wurde 2011 geschieden. Jamieson ist als vegane Köchin tätig. Sie haben einen gemeinsamen Sohn, der am 9. Dezember 2006 geboren wurde.
Morgan Spurlock starb am 23. Mai 2024 im Alter von 53 Jahren an den Folgen einer Krebserkrankung.

## Karriere
Vor seinem Durchbruch mit Super Size Me erfand Spurlock die Serie I Bet You Will, die vom Fernsehsender MTV gekauft wurde. Spurlock wurde von der USC Film School fünfmal abgelehnt.

### Super Size Me
In seinem Kinofilm Super Size Me aß Spurlock 30 Tage lang drei Mahlzeiten täglich bei der US-Fast-Food-Kette McDonald’s, wobei er deren Super-Size-Option nur dann nutzen sollte, wenn sie ihm angeboten wurde. Sein Gesundheitszustand und seine Blutwerte litten drastisch, er nahm 25 lbs (ca. elf Kilogramm) zu, und es zeigten sich Leberschäden sowie Depressionen. Nach Abschluss des Projektes benötigte er fünf Monate, um zwei Drittel des Zusatzgewichts abzunehmen, und neun weitere Monate für den Rest.
Kritiker wie der Lebensmittelchemiker Udo Pollmer behaupteten in Interviews, Spurlock habe vor den Filmaufnahmen Medikamente eingenommen, die die Werte vor den Messungen und der Endmessung verfälschten.

### Weitere Filmprojekte (Auswahl)
2005 entstand in Zusammenarbeit mit dem amerikanischen Fernsehsender FX eine mehrteilige Fernsehserie namens Morgan Spurlock’s 30 Days, in welcher er Personen begleitete oder selbst spielte, die je 30 Tage lang eine fremde Rolle spielten, z. B. als Muslim, Indianer oder Mindestlohnempfänger. In Deutschland ist seit Juli 2006 eine synchronisierte Fassung auf dem Sender DMAX (früher XXP) zu sehen.
Am 21. Januar 2008 hatte Spurlocks Dokumentation Where in the World Is Osama Bin Laden? seine Premiere auf dem Sundance Film Festival.
Spurlocks Dokumentarfilm The Greatest Movie Ever Sold erschien 2011. Darin geht er der Frage nach, wie es die Hollywood-Filmindustrie immer wieder schafft, ihre Milliardenbudgets für technisch aufwendigste und weltweit erfolgreiche Blockbuster-Produktionen zusammenzukratzen. Spurlock findet in einem realsatirischen Selbstversuch als Hollywood-Produzent heraus, dass dies vor allem durch werbe- und marketingstrategische Produktplatzierungen gelingt, also durch Schleichwerbung, die raffiniert in Hollywoodfilme integriert wird.
2012 erschien Spurlocks Dokumentation Comic-Con Episode IV: A Fan’s Hope, in welcher er hinter die Kulissen des Comic- und Filmfestivals schaut.

### Karriereende
Im Jahr 2017 erklärte Spurlock, Alkoholiker und „seit 30 Jahren nie mehr als eine Woche nüchtern“ gewesen zu sein. Außerdem bekannte er, sich sexuell übergriffig verhalten zu haben. Er zog sich aus seiner Produktionsfirma zurück, womit seine Karriere beendet war.

## Filmografie
- 2002: I Bet You Will
- 2004: Super Size Me
- 2005: Morgan Spurlock’s 30 Days
- 2008: Where in the World Is Osama Bin Laden?
- 2010: The Simpsons 20th Anniversary Special – In 3-D! On Ice!
- 2011: The Greatest Movie Ever Sold
- 2012: Comic Con Episode IV: A Fan’s Hope
- 2013: One Direction: This Is Us
- 2017: Super Size Me 2: Holy Chicken